# 季昕华
季昕华（1979年—），浙江丽水人，汉族，中国致公党党员，上海市杨浦区第十四届政协委员，上海市第十五届人大代表，UCloud创始人兼首席执行官。

## 生平
他曾以网络安全技术人员的身份供职于华为和腾讯，在华为研发出安全策略强制系统，在腾讯担任公司安全中心副总经理，负责腾讯公司的安全体系建设。
2009年，供职于盛大网络，任盛大在线副总裁、首席安全官以及盛大云首席执行官。2012年3月，从盛大离职，创办云计算公司UCloud。
季昕华曾被上海市人民政府以及上海市工商联评选为“优秀中国特色社会主义事业建设者”。